# Abraham Mendel Theben
Abraham Mendel Theben (* před 1730 – 1768) byl hlava židovské obce v Uhersku.
Mendel Theben byl synem Menahema Mendela Thebena (zemřel v 1730), který vedl židovskou komunitu v Bratislavě (Prešpurku). V židovských zdrojích se Mendel Theben nazývá manhig ufarnas ham'dina (vůdce a představený země), což znamená, že Židé celého království ho uznávali jako svého vůdce. Udržoval blízké vztahy s dvorem Habsburků a s rakouskou aristokracií. Svůj vliv použil na potřeby svých lidí, osobně cestoval do Vídně, aby intervenoval přímo u císařovny Marie Terezie za Židy uvězněné za údajné rituální vraždy křesťanů ve vesnici Orkuta.